# La Noria
La Noria je město duchů v poušti Atacama poblíž Iquique na severu Chile. Bylo založeno kvůli těžbě ledku v roce 1826. Jednalo se o město regionálního významu s vlastním obecní správou a službami, kde v době svého vrcholu žilo až 3000 lidí. V roce 1871 byla zprovozněna trať „The Nitrate Railway” z Iquique do La Noria, která měla zefektivnit převoz ledku, který mířil především na export. V této době patřilo městečko pod Peru, které o tuto oblast přišlo v roce 1883 po druhé tichomořské válce, které se říká „válka o ledek”. Zdejší podmínky práce byly extrémně náročné, kvůli těžké práci a extrémním klimatickým podmínkám na poušti, kde se ledek se těžil v bezprostřední blízkosti osídlení. Čím více stoupala poptávka po chilském ledku, který byl v 19. století důležitou surovinou, tím více těžebních měst vznikalo a zvyšovala se konkurence. V roce 1901 La Norii málem postihl bankrot kvůli požáru. Definitivní konec města přišel během druhé světové války, když byla objevena výroba syntetického ledku. Poté bylo město opuštěno. Poslední obyvatelé odešli v 60. letech 20. století.
Z města se dochovaly jen obvodové zdi a místní rozlehlý hřbitov, který přitahuje nadšence paranormálních jevů. Údajně zde vypovídá technika, místní obyvatelé sem odmítají chodit a hřbitov je opředený děsivými legendami.

## Přístup
Pro legální vstup do města je nutné získat povolení k vjezdu na soukromý pozemek, protože cesta do města vede přes pozemek aktivního dolu na dusičnany a surový jód v Soledadu.

## Mumie z La Noria
V roce 2003 našli archeologové v La Norii velmi zvláštní mumifikované tělo. Ihned se objevily spekulace, že by mohlo jít o mimozemskou bytost. Zpráva se rychle rozkřikla a vyvolala senzaci po celém světě. Mumii koupil španělský sběratel a vznikl o ní i celovečerní dokument, který ji prohlásil za tělo mimozemšťana. V roce 2018 se genetikům z Kalifornie podařilo získat vzorek DNA, který prokázal, že mumie je opravdu lidská bytost ženského pohlaví. Mumie dostala přezdívku Ata. Není jisté zda zemřela ještě v těle matky nebo až po narození. Její tělo má neobvyklé množství genetických mutací. Kosti mají řadu znaků dítěte starého 6–8 let. K dalším zvláštním znakům patří o dva páry menší počet žeber – běžný člověk jich má 12 párů, Ata má pouze 10 párů. Velmi zvláštní je také výrazně deformovaná protáhlá hlava kuželovitého tvaru. Podle analýzy zveřejněné v odborném časopise Genome Research, zřejmě zemřela někdy v polovině 20. let.

## V kultuře
- Město se objevilo ve 13. epizodě 3. série americké televizní show Dobyvatelé ztracené pravdy (2007)[7]